# Moldavia en los Juegos Olímpicos de Lillehammer 1994
Moldavia estuvo representada en los Juegos Olímpicos de Lillehammer 1994 por un total de 2 deportistas que compitieron en biatlón.  
El portador de la bandera en la ceremonia de apertura fue el biatleta Vasili Gherghi. El equipo olímpico moldavo no obtuvo ninguna medalla en estos Juegos.